# Candle in the Wind
«Candle in the Wind» —literalmente en español, «Vela en el viento»— es una canción compuesta por Elton John (música) y Bernie Taupin (letra). Fue escrita originalmente en 1973 en honor a Marilyn Monroe, que había muerto 11 años antes.
En 1997, Elton John cantó una nueva versión en honor a Diana de Gales.

## Versión original
La versión original, en la tonalidad de Mi mayor, apareció en el álbum de 1973 de Elton John Goodbye Yellow Brick Road, grabado en Trident Studios, Londres. La letra de la canción es un resumen de la vida de Marilyn Monroe. La primera línea de la canción, "Goodbye, Norma Jeane", se refiere al nombre real de Monroe.
En el documental de la serie Classic Albums dedicado al álbum, Taupin dijo que la canción es acerca de "la idea de la fama o la juventud o de alguien cuya vida se interrumpe en su mejor momento. La canción podría haber sido sobre James Dean, podría haber sido sobre Montgomery Clift, podría haber sido sobre Jim Morrison... cómo le damos glamour a la muerte, cómo inmortalizamos a la gente".
La única versión de la canción original alcanzó el número 11 en las listas del Reino Unido en 1974. En ese momento, no fue lanzado como sencillo en los Estados Unidos ("Bennie and the Jets" fue elegido en su lugar). Taupin se inspiró para escribir la canción después de escuchar la frase candle in the wind en un tributo a Janis Joplin realizado por Clive Davis.
Esta versión figuró en el puesto número 347 en la lista de las 500 mejores canciones de todos los tiempos de la revista Rolling Stone publicada en el año 2004.

## Versión en vivo de 1986
El 14 de diciembre de 1986 una versión en vivo de la canción se grabó en Sídney, Australia. Fue lanzado en 1987 en el álbum Elton John live in Australia with the Melbourne Symphony Orchestra y como sencillo. En 1988, alcanzó el número 5 en las listas del Reino Unido y N.º 6 en los Estados Unidos.

## Versión de 1997
"Candle in the Wind 1997" o "Goodbye England's Rose" es una regrabación de "Candle in the Wind" en homenaje a la Princesa Diana de Gales. Lanzada en 1997, la canción alcanzó el número 1 en el Reino Unido, convirtiéndose en el cuarto sencillo N.º 1 de Elton John. También alcanzó el número 1 en otros países. El Libro Guinness de los Récords en 2007 declaró que "Candle in the Wind 1997" es el sencillo de mayor venta "desde que comenzaron los registros", pero que Bing Crosby's White Christmas ya había vendido la mayor cantidad de copias. El récord de esta versión fue producido por George Martin.

## Remix acústico del 2003
En 1973, Greg Penny utilizó la toma de voz de la grabación original de 1973 y eliminó todos los instrumentos, excepto la interpretación en guitarra acústica de Davey Johnstone. Incluso eliminó la grabación doble de la voz principal, dejando solamente la voz de Elton John y el original arreglo vocal de Dee Murray, Nigel Olsson y Davey Johnstone. La remezcla primero apareció como un tema extra en la edición del 30.º aniversario de Goodbye Yellow Brick Road y posteriormente en el EP Remixed, de 2003.